# Маруся (Формула 1)
Маруся е англо-руски отбор от Формула 1 със седалище Банбъри, Великобритания.
Екипът се състезава като Маруся за първи път през 2012 г., а преди това е бил известен като Върджин Рейсинг. Това е третият отбор от Формула 1, който използва руски лиценз след Мидланд и Върджин Рейсинг.